# Adolph Christian Ulrich von Bassewitz

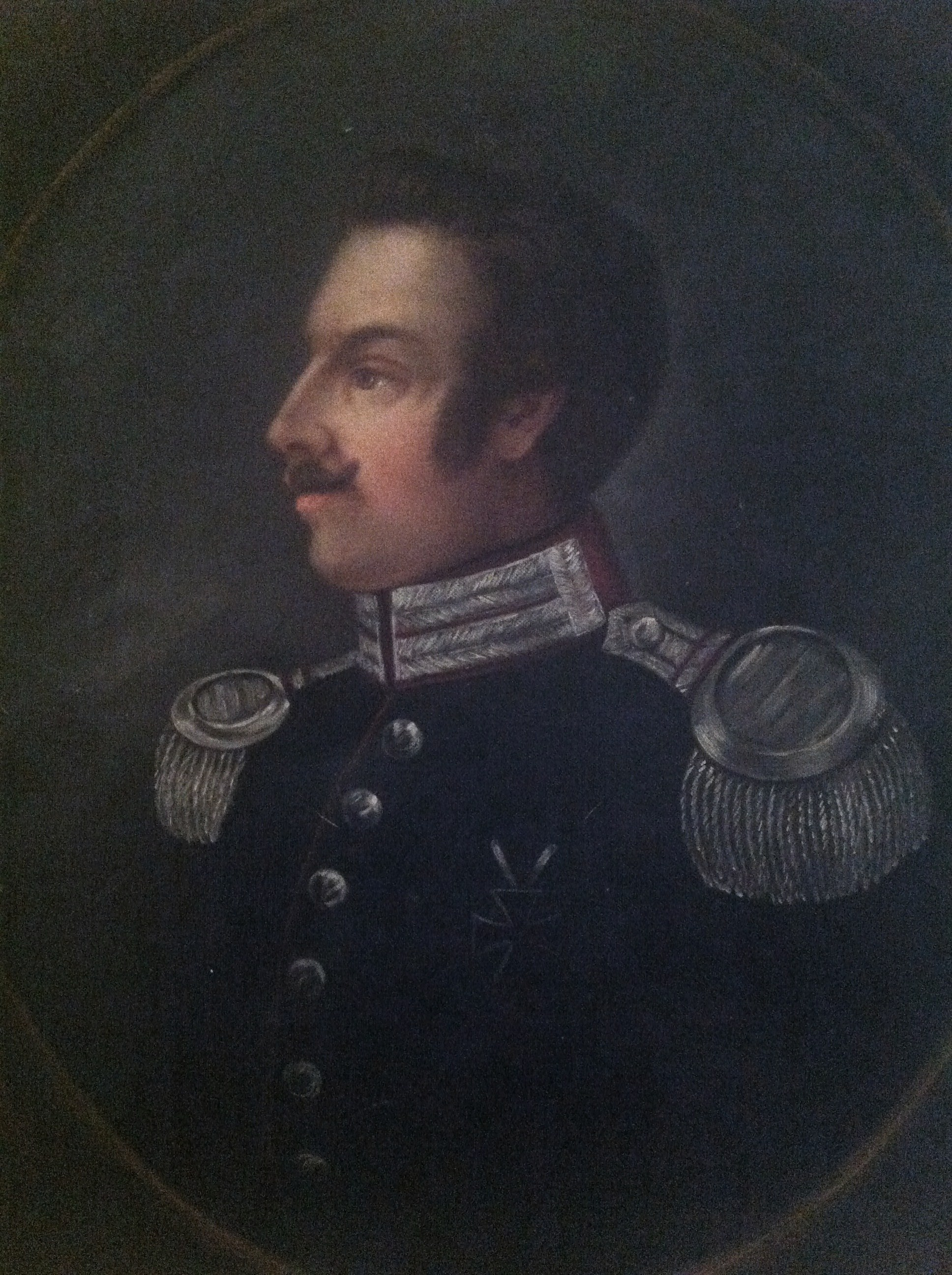
Adolph Christian Ulrich Graf v. Bassewitz

Adolph Christian Ulrich Graf von Bassewitz (* 27. Juli 1787 in Schwerin; † 2. Mai 1841 in Prebberede) war Domherr zu Lübeck, Mecklenburg-Schwerinscher und Württembergischer Kammerherr.

## Familie
Adolph entstammte der alten mecklenburgischen Familie von Bassewitz. Seine Eltern waren Bernhard Friedrich Graf von Bassewitz (1756–1816) und Charlotte von Koppelow (1764–1862).
Er heiratete am 30. Mai 1812 Luise von Levetzow (1794–1862), mit der er sechs Söhne und zwei Töchter hatte.
Die Söhne waren:
- Adolf (1813–1887)

⚭ 1838 Bertha von Werder (1819–1851)
⚭ 1852 Elisabeth von Werder (1825–1872)
- Henning (1814–1885) ⚭ 1847 Marie von Behr (1822–1860)
- Bernhard (1817–1897) ⚭ 1845 Bertha von Treunenfels (* 1826)
- Karl (1821–1873) ⚭ 1845 Ina  von Bülow (1827–1900), ein Sohn der beiden war Carl Graf von  Bassewitz-Levetzow[3]
- Heinrich (1831–1911), u. a. auf Barkvieren b. Gnewitz u. Zarnewanz, ⚭ 1854 Charlotte  von Bülow (1834–1911)
- Alexander (* 1833) ⚭ 1867 Ella von Witzendorff (* 1848)

Der Diplomat Hennecke Graf von Bassewitz ist ein direkter Nachfahre.

## Leben
Schon im Alter von acht Jahren erhielt er 1795 eine ihm von seinem Vater resignierte Präbende am Lübecker Dom und wurde damit Domherr.
Nach der Schulausbildung trat er bis zum Beginn seines Studiums als Kammerherr und Stallmeister in den Dienst am Hof in Württemberg. Danach studierte er gemeinsam mit seinem Bruder Carl Christoph zunächst in Göttingen und Heidelberg und wurde gemeinsam mit ihm Mitglied der Corps Vandalia Göttingen und Vandalia I Heidelberg. In Göttingen bewohnte er mit Fürst Anton Paul Sulkoski zwischen 1802 und 1805 das sogenannte Prinzenhaus in der Prinzenstrasse. Zur Beendigung des Studiums 1808 in Rostock stifteten er und sein Bruder mit weiteren Corpsstudenten das Corps Vandalia Rostock.
An den Freiheitskriegen nahm er im Range eines Majors als Adjutant Friedrich Ludwig zu Mecklenburg teil. In Prebberede unterhielt er unter dem Stallmeister Zinkeisen ein Gestüt, das deutschlandweit bekannt war, nach seinem Tod aber erbbedingt aufgelöst wurde. Daneben hatte er hier und auf anderen seiner Güter spanische und Merinoschäfereien eingerichtet. Er war Träger des Königlich Preußischen Johanniterordens und der goldenen mecklenburgischen Militärverdienstmedaille sowie Mecklenburg-Schwerinscher Kammerherr.
Den ererbten Besitz vergrößerte er erheblich und besaß zuletzt die mecklenburgischen Güter Prebberede, Jahmen, Grieve, Dalwitz, Stierow, Stechow, Poggelow, Schwiessel, Gr. und Kl. Bützin, Neu Heinde, Wohrenstorf, Vietow, Horst und Weitendorf. Die Gutsanlage in Prebberede, deren Schlossbau sein Großvater Carl Friedrich Graf von Bassewitz in Auftrag gegeben hatte, vollendete er durch die Errichtung einiger weiterer Bauten und die Anlage des Parkes.
Nachfolger auf Prebberede mit Jahmen und Grieve wurde sein ältester Sohn Adolph Bernhard (1813–1887).